# Yorkshire del Oeste
Yorkshire del Oeste (en inglés: West Yorkshire  /wɛst 'jɔ:kˌʃə/) es un condado metropolitano y ceremonial de Inglaterra, Reino Unido. Tiene una población estimada, a mediados de 2020, de 2 345 235 habitantes.
Su capital es Wakefield. Ubicado en la región Yorkshire y Humber, limita al norte y este con Yorkshire del Norte, al sur con Yorkshire del Sur y Derbyshire y al oeste con Gran Mánchester y Lancashire.
Fue creado como condado metropolitano en 1974, por Ley del Gobierno Local de 1972. El Concejo Condal de Yorkshire del Oeste fue abolido en 1986, por lo que sus cinco distritos pasaron a ser autoridades unitarias. Sin embargo, el condado metropolitano sigue existiendo en la ley y como marco geográfico de referencia. Desde 2014 es una autoridad combinada (West Yorkshire Combined Auhority). La primera alcaldesa de West Yorkshire, Tracy Brabin, fue electa el 6 de mayo de 2021, luego de un acuerdo de transferencia (devolution deal) anunciado por el Gobierno en el presupuesto de marzo de 2020.
Yorkshire del Oeste abarca el Área Urbana de Yorkshire del Oeste, la cual es la más urbanizada y la mayor área urbana dentro de los límites históricos del condado de Yorkshire.

## Divisiones e inmediaciones
| Distrito            | Área km² | Población | Densidad de Población |
| ------------------- | -------- | --------- | --------------------- |
| Ciudad de Bradford  | 366,42   | 493.100   | 1.346                 |
| Calderdale          | 363,92   | 198.500   | 545                   |
| Kirklees            | 408,60   | 398.200   | 975                   |
| Ciudad de Leeds     | 551,72   | 761.500   | 1.360                 |
| Ciudad de Wakefield | 338,61   | 321.200   | 949                   |

## Historia
Se creó como condado metropolitano en 1974 por la Ley de Gobierno Local de 1972 y corresponde aproximadamente al corazón del histórico Riding del Oeste de Yorkshire y los municipios condales de Bradford, Leeds, Wakefield, Dewsbury, Halifax y Huddersfield. El patrimonio industrial del distrito de Wakefield es significantemente diferente de la mayor parte del resto del condado, ya que la explotación minera del carbón empleaba a una gran cantidad de personas mientras que las industrias textiles no eran especialmente significativas (excepto en Ossett, donde ambas industrias eran importantes).
El Concejo Condal Metropolitano de Yorkshire del Oeste heredó el uso del Salón Condal en Wakefield, abierto en 1898 por el Concejo Condal del Riding del Oeste en 1974. Desde 1987 alberga la sede del Ayuntamiento de Wakefield.
Inicialmente tenía una estructura biescalonada de gobierno local con un concejo condal estratégico por niveles y cinco distritos que proveían la mayoría de los servicios. En 1986 se abolieron los condados metropolitanos por toda Inglaterra. Las funciones del concejo condal pasaron a ser dirigidas por los municipios. Comités mixtos que cubrían incendios, policía y transporte público, y así con los demás acuerdos mixtos especiales. Las organizaciones como la Autoridad Policial de Yorkshire del Oeste y el Ejecutivo de Transporte de Pasajeros de Yorkshire del Oeste continúan sobre estos modelos.
Aunque el concejo condal fue abolido, Yorkshire del Oeste continúa formando un condado metropolitano y ceremonial con un Lord Teniente de Yorkshire del Oeste y un Alto Sheriff.

## Política
En el parlamento, todos excepto dos de los parlamentarios de Yorkshire del Oeste pertenecen al Partido Laborista. A nivel local, los ayuntamientos se dividen por norma general, con excepción del distrito Wakefield, el cual ha sido durante mucho tiempo uno de los ayuntamientos más "laboristas" del país.
Actualmente hay planes de construcción de un tranvía en Yorkshire del Oeste, pero los referentes a un Supertranvía de Leeds fueron rechazados por el gobierno en 2005.

## Economía
Tendencia del valor regional bruto añadido de Yorkshire del Oeste con los precios básicos actuales  por la Oficina de Estadísticas Nacionales (Office for National Statistics) con cifras en millones de libras esterlinas.
| Año  | Valor Regional Bruto Añadido | Agricultura | Industria | Servicios |
| ---- | ---------------------------- | ----------- | --------- | --------- |
| 1995 | 21.302                       | 132         | 7.740     | 13.429    |
| 2000 | 27.679                       | 80          | 8.284     | 19.314    |
| 2003 | 31.995                       | 91          | 8.705     | 23.199    |

## Pueblos y ciudades
La tabla de abajo muestra muchas de las localidades del condado y se elaboró de acuerdo con sus municipios metropolitanos.
| Condado metropolitano | Municipio metropolitano | Municipio metropolitano | Centro de la administración | Otros lugares |
| --------------------- | ----------------------- | ----------------------- | --------------------------- | --- |
| Yorkshire del Oeste   | Ciudad de Bradford      |                         | Bradford                    | Addingham, Baildon, Bingley, Burley-in-Wharfedale, Cottingley, Crossflatts, Cullingworth, Denholme, Morton del Este y Oeste, Esholt, Gilstead, Harden, Haworth, Ilkley, Keighley, Menston, Oakworth, Oxenhope, Queensbury, Riddlesden, Saltaire, Sandy Lane, Shipley, Silsden, Stanbury, Steeton, Thornbury, Thornton, Tong, Wilsden,                |
| Yorkshire del Oeste   | Calderdale              |                         | Halifax                     | Bailiff Bridge, Boothtown, Brighouse, Copley, Cragg Vale, Elland, Greetland, Hebden Bridge, Heptonstall, Hipperholme, Mytholmroyd, Norwood Green, Rastrick, Ripponden, Shibden, Sowerby Bridge, Todmorden, |
| Yorkshire del Oeste   | Kirklees                |                         | Huddersfield                | Almondbury, Batley, Birkby, Birkenshaw, Birstall, Cleckheaton, Denby Dale, Dewsbury, Emley, Golcar, Gomersal, Hartshead, Hartshead Moor, Heckmondwike, Holmfirth, Honley, Kirkburton, Linthwaite, Liversedge, Marsden, Meltham, Mirfield, Nuevo Mill, Norristhorpe, Roberttown, Scammonden, Shelley, Shepley, Skelmanthorpe, Slaithwaite, Thornhill, |
| Yorkshire del Oeste   | Ciudad de Leeds         |                         | Leeds                       | Allerton Bywater, Beeston, Balneario Boston, Collingham, Garforth, Guiseley, Harewood, Horsforth, Kippax, Kirkstall, Ledsham, Ledston, Methley, Morley, Nuevo Farnley, Otley, Oulton, Pool-in-Wharfedale, Pudsey, Rothwell, Scarcroft, Scholes, Swillington, Walton (Leeds), Wetherby, Yeadon,                                                       |
| Yorkshire del Oeste   | Ciudad de Wakefield     |                         | Wakefield                   | Ackworth, Alverthorpe, Castleford, Crigglestone, Crofton, Fairburn Ings, Ferrybridge, Fitzwilliam, Hemsworth, Horbury, Knottingley, Newmillerdam, Nostell, Ossett, Pontefract, Sandal, Stanley, Walton (Wakefield), Bretton del Oeste, |

## Monumentos y lugares de interés

### Lugares históricos
- Casa Harewood
- Parque Queens, Castleford
- Salón Cliffe, también conocido como Castillo de Cliffe, Keighley
- Salón de Esholt, Esholt
- Salón de Firsby
- Salón de Kirklees
- Leeds (en general)
- Salón de Ledston, Ledston
- Salón de Linthwaite, Linthwaite
- Salón de Linton
- Salón de Lotherton
- Casa Kershaw
- Salón de Riddlesden del Este
- Salón de Oakwell
- Salón de Oulton, Oulton
- Castillo de Sandal
- Salón de Shelley, Shelley
- Salón de Shibden
- Salón de Tong, Tong
- Salón de Bretton
- Abadía de Kirkstall
- Salón/Priorato de Kirklees
- Priorato de Nostell
- Elland road, Leeds
- Priorato de Pontefract, Pontefract
- Castillo de Wetherby, Wetherby
- Molino de agua de Scarcroft, Scarcroft
- Lagentium romano (en Castleford)
- Saltaire, un pueblo industrial
- Ferrocarril de Keighley y Valle de Worth
- Emley Moor, lugar las estructuras de autosporte más altas en el Reino Unido (torre de televisión)

### Museos
- Museo Brontë Parsonage, Haworth
- Museo del Valle Colne
- Museo del Color, Bradford
- Museo de la Ciudad de Leeds (abierto en 2008)
- Museo Nacional de la Minería del Carbón de Inglaterra (Netherton)
- Museo Nacional de Medios de Comunicación, Bradford
- Museo de Granja Penino, Ripponden
- Museo Pontefract
- Museo de reales armaduras, Leeds
- Museo Tolson, Dalton (Huddersfield)
- Museo Wakefield, Wakefield
- Museo Popular de Yorkshire del Oeste, Salón de Shibden
- Parque Escultórico de Yorkshire, Bretton del Oeste

### Medio natural
- Casa Walton, Yorkshire del Oeste, hogar del naturalista Charles Waterton y la primera reserva natural del mundo
- RSPB Fairburn Ings - centro de humedales para aves
- Seckar Woods LNR, una Reserva Natural Local
- Reserva Natural Ings de Nueva Swillington
- Otley Chevin - terreno boscoso extensamente arbolado en terreno alto con ampias vistas al norte sobre Wharfedale y al sur hasta incluso el Distrito Peak
- Urbanización Harewood - paseo público del Camino del Condado de Leeds que pasa a través de los bellos jardines conservados y hogar de los Milanos Rojos entre otras muchas aves

### Canales
- Scammonden Reservoir, Deanhead Reservoir - both in the moors near Ripponden
- River Aire, River Calder, River Hebble, River Spen, River Worth
- Aire & Calder Navigation
- Calder and Hebble Navigation
- Huddersfield Broad Canal
- Huddersfield Narrow Canal, Standedge Tunnel
- Leeds and Liverpool Canal
- Knottingley & Goole Canal
- Rochdale Canal